# NGC 735
NGC 735 je galaksija u zviježđu Trokut.

## Vanjske poveznice
- SEDS: NGC 735